# 12993 Luisafernanda
A 12993 Luisafernanda (ideiglenes jelöléssel (12993) 1981 EP27) a Naprendszer kisbolygóövében található aszteroida. Schelte J. Bus fedezte fel 1981. március 2-án.

## Kapcsolódó szócikk
- Kisbolygók listája (12501–13000)